# Dirk Wears White Sox
Dirk Wears White Sox è il primo album degli Adam and the Ants, pubblicato dalla casa discografica Do It il 30 novembre 1979.

## Tracce
Lato A
1. Cartrouble (parts 1 & 2)
2. Digital Tendernes
3. Nine Plan Failed
4. Day I Met God
5. Tabletalk

Lato B
1. Cleopatra
2. Catholic Day
3. Never Trust a Man (With Egg on his Face)
4. Animals and Men
5. Family of Noise
6. The Idea

## Formazione
- Adam Ant (composer, producer, arrangements, lead vocal, front man)
- Andy Warren
- Dave Barbe (drums)
- Matthew Ashman